# Grędzice (powiat ciechanowski)
Grędzice – wieś sołecka w Polsce położona w województwie mazowieckim, w powiecie ciechanowskim, w gminie Ciechanów.
Wieś należała do starostwa ciechanowskiego w 1617 roku. W latach 1975–1998 miejscowość należała administracyjnie do województwa ciechanowskiego.